# Tatakoto
Tatakoto és un atol de les Tuamotu, a la Polinèsia Francesa. Està situat a l'est de l'arxipèlag, a 1.182 km de Tahití.

## Geografia
De 14 km de llarg i 3,5 km d'ample, l'atol està format per una illa llarga i 65 illots que tanquen la llacuna sense cap pas practicable, però amb nombrosos canals (hoas) al sud.
La vila principal és Tumukuru, i la població total era de 255 habitants al cens del 2002. En ser un atol molt aïllat, administrativament forma una comuna. Disposa d'un aeròdrom.

## Història
Va ser descobert el mateix dia per dos espanyols. En la segona expedició de l'Águila els dos capitans, Domingo de Boenechea y José Andía y Varela, es van separar al sortir del Perú i no es van tornar a trobar fins a Tahití. El 30 d'octubre del 1774, l'endemà del dia de Sant Narcís, tots dos van desembarcar a Tatakoto sense trobar-se. Històricament també s'ha conegut com a San Narciso i d'Augier.
José Andía el descrivia com «summament agradable a la vista per estar molt poblada d'arboredes». A principis del segle XX s'hi va establir un colon francès i el va replantar de cocoters que avui cobreixen tot l'atol.